# Cacopsylla urticaecolens
Cacopsylla urticaecolens är en insektsart som först beskrevs av Fitch.  Cacopsylla urticaecolens ingår i släktet Cacopsylla och familjen rundbladloppor. Inga underarter finns listade i Catalogue of Life.